# MVFP Medienverband der freien Presse
Der MVFP Medienverband der freien Presse e. V.  ist der Bundesverband der Zeitschriftenverleger in Deutschland. Der MVFP übernahm mit seiner Gründung 2022 die Funktion des Verbands Deutscher Zeitschriftenverleger e. V. (VDZ) in der Vertretung der Interessen von rund 350 Mitglieds-Verlagen in einer Branche mit mehr als 7.000 Medienangeboten der Publikumspresse sowie der Fach- und konfessionellen Medien und ist damit die größte Interessenorganisation für die Zeitschriftenpresse in Deutschland und Europa. Die Gemeinschaft der Zeitschriftenverlage im MVFP vereint große, mittlere und kleine Medienhäuser aus den Gattungen der Publikums-, Fach- und konfessionellen Medien.

## Aufgaben
Der MVFP Medienverband der freien Presse e. V. vertritt die publizistischen, kulturellen, politischen und wirtschaftlichen Interessen von rund 350 Verlagen. Die Gemeinschaft der Zeitschriftenverlage im MVFP vereint große, mittlere und kleine Medienhäuser.
Der MVFP hat fünf Landesvertretungen für die Regionen Bayern, Berlin-Brandenburg, Nord, Nordrhein-Westfalen und Südwesten; die spezifischen Interessen der Gattungen Fachmedien, konfessionelle Medien und Publikumsmedien sind in Fachvertretungen aggregiert.
Darüber hinaus führt MVFP die MVFP Akademie zur Aus- und Weiterbildung in der Medienbranche.
Zu den Aufgaben des MVFP gehört auch der Abschluss von Tarifverträgen für Verlagsangestellte sowie für Redakteure an Zeitschriften im Namen seiner Mitglieder gemäß § 2 Abs. 2 TVG (Tarifvertragsgesetz). Tarifverträge gelten nur für ordentliche Mitglieder mit Tarifbindung. Der Abschluss von Tarifverträgen erfolgt nur mit Zustimmung regionaler Tarifkommissionen, welche durch die Landesvertretungen (§ 11 der Satzung) einzurichten sind.
Der MVFP ist berechtigt, einen bundeseinheitlichen Presseausweis für hauptberuflich tätige Journalisten auszustellen.
Um Marktteilnehmer, Presseerzeugnisse, Anlieferstellen, Filialen und Depots sowie Anzeigenplatzierungen in den Softwarestrukturen der Branche eindeutig identifizieren zu können, gibt es sogenannte VDZ-Nummern. Verlage benötigen diese Nummer als grundlegende Identifikatoren für das Pressevertriebssystem sowie im Anzeigenbereich. Auch das Presse-Grosso, der Lesezirkel, die Bahnhofsbuchhandlungen sowie der „Werbende Buch- und Zeitschriftenhandel“ (WBZ) benötigen VDZ-Nummern, auch wenn die jeweiligen Marktteilnehmer keine Verbandsmitglieder sind.
Der MVFP ist einer von vier Trägerorganisation des Deutschen Presserats sowie Gesellschafter des Versorgungswerks der Presse.

## Service
- Die MVFP Akademie wurde 1993 vom Verband Deutscher Zeitschriftenverleger (VDZ) gegründet. Sie hieß bis zum 30. Juli 2010 VDZ Zeitschriften Akademie, danach VDZ Akademie. Sitz ist Berlin.[10]
- „PZ Online“ ist ein Datenportal der Publikumsverlage und enthält die Tarif- und Leistungsdaten der Verlage und ihrer Angebote.[13]
- DUON (Druckunterlagen Online) standardisiert die Prozesse der Anzeigenübermittlung und Qualitätssicherung.[14]
- Das Online Buchungssystem OBS ist eine zusammen mit der ZMG entwickelte und betriebene Plattform zur Übermittlung und Annahme von Anzeigenbuchungen.[15]
- Publishing Experts bietet Verlagshäusern und Medienunternehmen auf der Suche nach Projektpartnern Unternehmensportraits, Referenzen und Kontaktinformationen von Branchendienstleistern aus der DACH-Region an.[16]

## Organisation
Der Vorstand besteht aus einer Vorstandsvorsitzenden oder einem Vorstandsvorsitzendem und sechs Vorstandsmitgliedern. Zusammen bilden sie das siebenköpfige Führungsgremium des Medienverbands der freien Presse. Einer der Vorstände ist gleichzeitig Schatzmeister.
Die Mitglieder des Vorstands werden aus der Mitte der Delegiertenversammlung für die Dauer von drei Geschäftsjahren gewählt. Aus den Fachvertretungen Publikumsmedien und Fachmedien werden je drei Vertreterinnen oder Vertreter in den Vorstand gewählt, die Konfessionellen Medien vertritt ein Vorstandsmitglied.
Seit dem 8. Dezember 2022 ist Philipp Welte Vorstandsvorsitzender des MVFP.

## Delegiertenversammlung
Die Delegiertenversammlung ist das in allen Angelegenheiten des Verbandes entscheidende Organ. Sie besteht aus Delegierten, die aus dem Kreis der Vertreterinnen und Vertreter der Mitgliedsunternehmen in den Regionalversammlungen der Landesvertretungen und den Versammlungen der Fachvertretungen gewählt werden.
Die Amtszeit der Delegierten beträgt drei Geschäftsjahre. Sie bleiben bis zur Wahl eines neuen Delegierten im Amt. Wiederwahl ist zulässig.

## Struktur
Der MVFP ist eine Gemeinschaft der deutschen Zeitschriftenverlage.
In der Geschäftsstelle am Standort Berlin bündelt der Verband zentrale Aufgabenbereiche. Das MVFP-Team verantwortet das Justitiariat (Recht, Sozialpolitik, Steuern), die Fachbereiche Europa- und Medienpolitik, Kommunikation, die MVFP Akademie sowie die Fachvertretungen.
Der MVFP hat fünf Landesvertretungen für die Regionen Bayern, Berlin-Brandenburg, Nord, Nordrhein-Westfalen und Südwesten.

## Präsidenten / Vorsitzende des Vorstands
- 1. April bis 8. Dezember 2022: Rudolf Thiemann
- seit 8. Dezember 2022: Philipp Welte

## Mitgliedschaften
- European Magazine Media Association – EMMA
- FIPP Fédération – Internationale de la Presse Périodique
- Netzwerk Europäische Bewegung
- ZAW – Zentralverband der deutschen Werbewirtschaft e. V.